# Čertovo kopyto
Čertovo kopyto je vrchol skály vyčnívající na Jezdecké cestě v lázeňských lesích Karlových Varů. Tvarem připomíná kopyto čerta.

## Popis
Viditelnou částí je zaoblený kámen téměř trojúhelného tvaru o stranách 2 až 2,5 metrů se zřetelnými stopami připomínajícími kopyto čerta. Většina jeho objemu je skryta pod zemí, a tak skutečné rozměry nejsou známy.

## Přístup

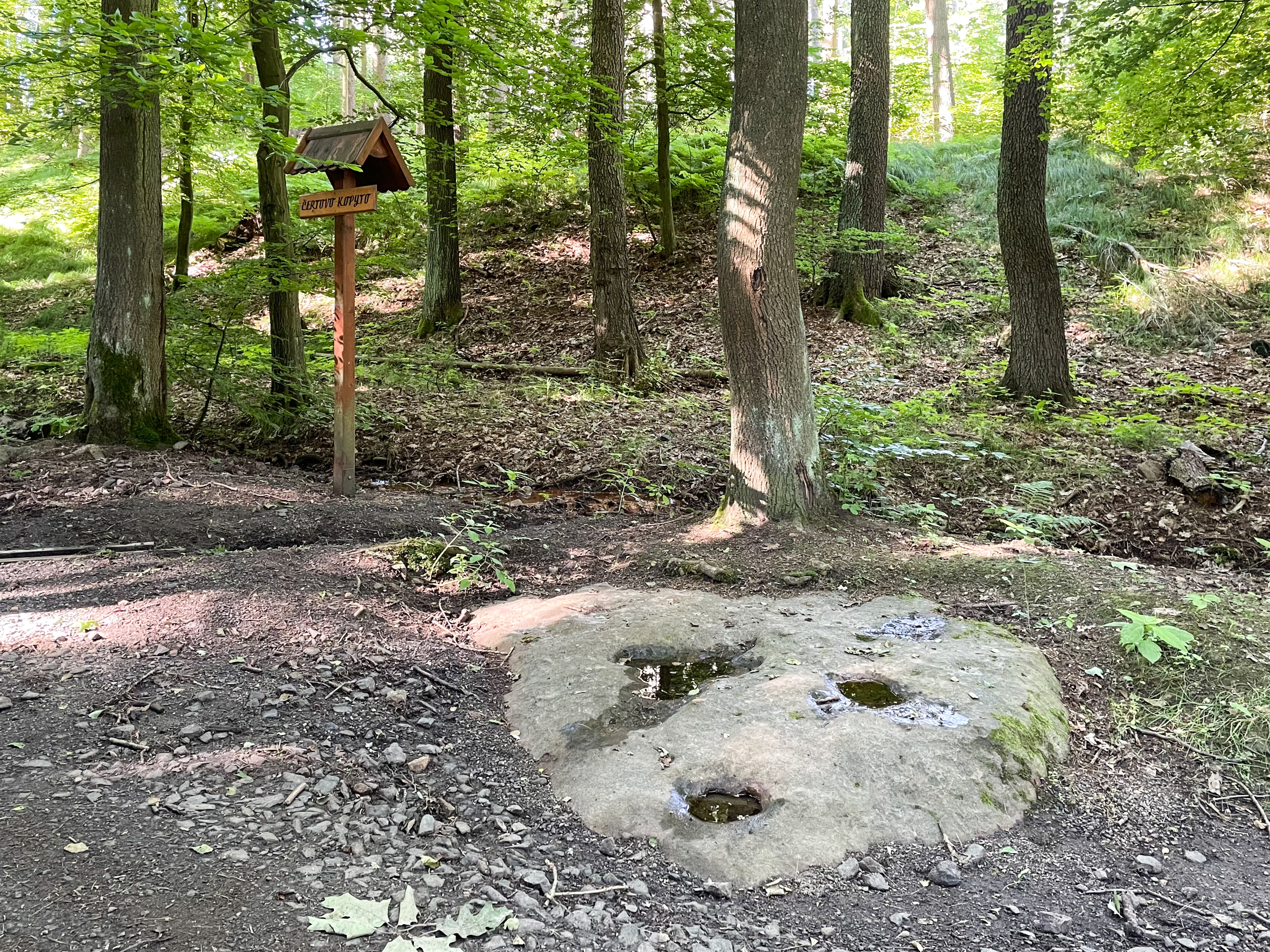
Čertovo kopyto na Jezdecké cestě

Na místo lze přijít po cestě zvané Jezdecká. Ta stoupá lesem nad karlovarskou městskou částí Tuhnice od Tuhnické myslivny k dřevěnému přístřešku Jezdecká chata. Kámen se nachází v nadmořské výšce 474 m n. m. a lze k němu dojít také z opačného směru od Lesovny Diana na Sovově stezce.

## Pověsti
Název je odvozen od pověstí, které se k tomuto místu vážou. Jedna z nich praví, že pod kamenem je ukryt poklad, který může získat ten, kdo sem přijde o půlnoci a splní čertem daný úkol. V opačném případě odvážlivec skončí v pekle. Zda se tímto způsobem již někdo v pekle ocitl nebo naopak získal čertovy zlaťáky, není známo.
Čertovu existenci podtrhuje i název nedaleké vyvýšeniny o nadmořské výšce 512 metrů s názvem Čertův kámen. Také k tomuto místu se vztahuje pověst popisující dobu před založením Karlových Varů. Nedaleko odsud se nachází kaple sv. Linharta a také pozůstatky kostela sv. Linharta, který patřil k zaniklé středověké osadě Obora. Obec náležela loketskému hradu a byla patrně služební vsí v lovecké oboře. Obyvatelé Obory to údajně s výstavbou kostela neměli jednoduché. Podle pověsti se o právo postavit kostel museli utkat s tímto čertem, a když se jim vše podařilo, rozzlobený čert prý zanechal na sebe památku v podobě Čertova kamene.